# Mats Møller Dæhli
Mats Møller Dæhli, né le 2 mars 1995 à Oslo, est un footballeur international norvégien qui évolue au poste de milieu de terrain au Molde FK .

## Biographie

### Les débuts
Dæhli est né à Oslo, de Mette Møller, une photographe pour Dagbladet, et de Truls Dæhli, un journaliste sportif pour Verdens Gang (VG). Il grandit à Ullevål Hageby à Oslo, mais vit à Londres pendant deux ans quand son père travaille comme correspondant pour VG. Pendant son séjour à Londres, à l'âge de sept ans, Dæhli assiste à une séance d'entraînement avec le club de Chelsea. 
Après son retour à Oslo, il passe la plupart de son enfance à jouer pour le FK Lyn, mais après que le club fasse faillite en 2010, il rejoint le Stabæk, où il est décrit par Pål Berg, l'un des entraîneurs de Stabæk, comme « un talent exceptionnel avec une technique largement supérieure à la moyenne ». Il joue pour l'équipe réserve en troisième division, avant de retourner au FK Lyn.
Dæhli est découvert à l'âge de 12 par le découvreur de talents John Vik. Il recommande à Manchester United  de faire signer le joueur. Dæhli signe ainsi un contrat avec le club en novembre 2010 et rejoint l'académie en février 2011.

### Manchester United
Dæhli signe un contrat professionnel avec Manchester United lors de son 17e anniversaire, et fait ses débuts avec l'équipe des moins de 18 ans des Red Devils dans le match contre West Bromwich plus tard dans le même mois. 
Ses bonnes performances d'après Paul McGuinness, entraîneur des moins de 18 ans, conduisent à sa promotion en équipe réserve en juillet 2012. Il remporte le trophée du "Jeune Joueur de l'année" à la fin de sa première saison avec Manchester United.

### Molde FK
En juillet 2013, il retourne en Norvège pour signer un contrat de deux ans et demi avec le club de Molde FK de l'ancien attaquant de Manchester United Ole Gunnar Solskjær, mais Manchester United demande une clause dans le contrat de Dæhli, leur permettant ainsi de le faire re-signer à l'avenir. 
Il fait ses débuts professionnels en remplacement de Daniel Chima lors d'une mi-temps de Tippeligaen (D1) contre le SK Brann le 3 août 2013. Solskjær salue Dæhli après sa performance en demi-finale de la Coupe de Norvège 2013 contre Lillestrøm SK, et affirme que Dæhli aurait pu jouer avec l'équipe première de Manchester United s'il n'était pas revenu en Norvège. Solskjær le compare à Adnan Januzaj, indiquant que les deux ont joué ensemble en équipe des moins de 18 ans et que c'est Dæhli qui a remporté le "joueur de l'année". 
Au cours des huit premiers matchs de Dæhli en Tippeligaen, 91,88 % de ses passes sont réussies et il est un contributeur à la bonne forme de l'équipe au cours de la deuxième moitié de la saison 2013. En octobre 2013 Dæhli reçoit le "talent Statoil du mois".

### Cardiff City
Dæhli retourne en Premier League (D1), le 11 janvier 2014. Il rejoint Ole Gunnar Solskjær à Cardiff City pour un montant non dévoilé, avec ses deux compatriotes norvégien du Molde, Magnus Eikrem et Jo Inge Berget. Solskjær déclare lors de la signature Dæhli pour la deuxième fois de sa carrière d'entraîneur : « Il a fallu un peu de temps parce que nous avons rencontré une certaine concurrence de Manchester United pour sa signature et je suis heureux de dire qu'il a choisi de venir à Cardiff. Cela montre le désir qu'il a pour faire bien pour Cardiff. Mats est un talent exceptionnel, il va avoir 19 ans en mars, il vient de faire ses débuts pour la Norvège - a fait deux apparitions en Novembre - donc il va nous donner de l'énergie et de l'enthousiasme ».  
Dæhli fait ses débuts pour Cardiff le 25 janvier 2014, lors de la FA Cup 2013-14 à l'occasion du quatrième tour contre les Bolton Wanderers au Reebok Stadium. Il remplace Joe Mason à la 79e minute de la partie (victoire de Cardiff 1-0). Il joue son premier match en Premier League, le 28 janvier 2014 contre Manchester United à Old Trafford. Il remplace Craig Noone à la 78e minute de la partie (défaite de Cardiff 2-0).

### KRC Genk
Le 4 janvier 2020, lors du mercato hivernal, Mats Møller Dæhli s'engage pour un contrat courant jusqu'en juin 2023 avec le KRC Genk.

### FC Nuremberg
Le 25 janvier 2021 Mats Møller Dæhli est prêté jusqu'à la fin de saison au FC Nuremberg avec option d'achat.
Le 21 mai 2021 l'option d'achat est levée par le club allemand.

### Équipe nationale

#### Parcours avec les équipes de jeunes
Dæhli fait ses débuts avec les moins de 15 ans norvégiens contre la Suède U15 en 2010, et lors d'un tournoi des moins de 15 contre l'Espagne, la France et les Pays-Bas en octobre 2010, il est nommé «joueur du tournoi». 
Après ses performances en équipes norvégienne de jeunes, il est considéré comme le footballeur le plus talentueux de la Norvège par les anciens footballeurs Hallvar Thoresen et Nils Johan Semb, tandis qu'Ole Gunnar Solskjær affirme qu'il sera l'un des plus grands talents de toute l'Europe et a été comparé à Xavi par TV 2. 
Dæhli décide en août 2012 de prendre une pause avec les équipes de jeunes de la Norvège, après avoir été promu en faveur de l'équipe réserve de Manchester United. Il souhaite en effet réduire le nombre de matchs joués par saison. 
Après une pause avec les équipes de jeunes norvégiennes, il est sélectionné en U19. Il joue trois matchs à La Manga en février 2013. Il fait ses débuts avec les espoirs en remplaçant Kristoffer Larsen après 60 minutes lors de la demi-finale de l'International Challenge Trophy 2011-13 contre la Russie espoirs le 7 février 2013. Le 22 mai, son nom n'apparaît parmi les 23 joueurs choisis pour disputer le Championnat d'Europe espoirs 2013 en Israël.

#### Parcours en A
Alors âgé de 18 ans, Dæhli est convoqué pour la première fois par Per-Mathias Høgmo en équipe de Norvège pour jouer contre le Danemark et l'Écosse en novembre 2013. Dæhli honore sa première sélection, lors du match amical contre le Danemark, au MCH Arena. Il entre à la 60e minute à la place de Per Ciljan Skjelbred (défaite de la Norvège 2-1).
Il compte six sélections et un but avec l'équipe de Norvège depuis 2013.

## Palmarès
- Avec Molde FK :
  - vainqueur de la coupe de Norvège en 2013.

## Statistiques
| Saison                | Club                  | Championnat              | Championnat | Championnat | Coupe(s) nationale(s) | Coupe(s) nationale(s) | Compétition(s) continentale(s) | Compétition(s) continentale(s) | Compétition(s) continentale(s) | Norvège | Norvège | Total | Total |
| Saison                | Club                  | Division                 | M.          | B.          | M.                    | B.                    | Comp.                          | M.                             | B.                             | M.      | B.      | M.    | B.    |
| 2013                  | Molde FK              | Tippeligaen              | 12          | 0           | 2                     | 0                     | C3                             | 1                              | 0                              | 3       | 0       | 18    | 0     |
| Sous-total            | Sous-total            | Sous-total               | 12          | 0           | 2                     | 0                     | -                              | 1                              | 0                              | 2       | 0       | 17    | 0     |
| 2013-2014             | Cardiff City          | Premier League           | 13          | 1           | 2                     | 0                     | -                              | -                              | -                              | 3       | 0       | 18    | 1     |
| 2014-2015             | Cardiff City          | Championship             | 9           | 0           | 2                     | 0                     | -                              | -                              | -                              | 6       | 1       | 17    | 1     |
| Sous-total            | Sous-total            | Sous-total               | 22          | 1           | 4                     | 0                     | -                              | 0                              | 0                              | 9       | 1       | 35    | 2     |
| 2014-2015             | SC Fribourg II        | Regionalliga Sud Ouest   | 2           | 0           | -                     | -                     | -                              | -                              | -                              | -       | -       | 2     | 0     |
| 2015-2016             | SC Fribourg II        | Regionalliga Sud Ouest   | 5           | 0           | -                     | -                     | -                              | -                              | -                              | -       | -       | 5     | 0     |
| 2016-2017             | SC Fribourg II        | Oberliga Bade-Wurtemberg | 6           | 3           | -                     | -                     | -                              | -                              | -                              | -       | -       | 6     | 3     |
| Sous-total            | Sous-total            | Sous-total               | 13          | 3           | 0                     | 0                     | -                              | 0                              | 0                              | 0       | 0       | 13    | 3     |
| 2014-2015             | SC Fribourg           | Bundesliga               | 2           | 0           | -                     | -                     | -                              | -                              | -                              | -       | -       | 2     | 0     |
| 2015-2016             | SC Fribourg           | 2. Bundesliga            | 2           | 0           | -                     | -                     | -                              | -                              | -                              | 1       | 0       | 3     | 0     |
| 2016-2017             | SC Fribourg           | Bundesliga               | 2           | 0           | 2                     | 1                     | -                              | -                              | -                              | 1       | 0       | 5     | 1     |
| Sous-total            | Sous-total            | Sous-total               | 6           | 0           | 2                     | 1                     | -                              | 0                              | 0                              | 2       | 0       | 10    | 1     |
| 2016-2017             | FC St. Pauli (prêt)   | 2. Bundesliga            | 13          | 2           | -                     | -                     | -                              | -                              | -                              | 3       | 0       | 16    | 2     |
| 2017-2018             | FC St. Pauli          | 2. Bundesliga            | 21          | 0           | 1                     | 0                     | -                              | -                              | -                              | 5       | 0       | 27    | 0     |
| 2018-2019             | FC St. Pauli          | 2. Bundesliga            | 32          | 2           | 1                     | 0                     | -                              | -                              | -                              | -       | -       | 33    | 2     |
| 2019-2020             | FC St. Pauli          | 2. Bundesliga            | 16          | 1           | 2                     | 0                     | -                              | -                              | -                              | -       | -       | 18    | 1     |
| Sous-total            | Sous-total            | Sous-total               | 82          | 5           | 4                     | 0                     | -                              | 0                              | 0                              | 8       | 0       | 94    | 5     |
| 2019-2020             | KRC Genk              | Jupiler Pro League       | 3           | 1           | -                     | -                     | -                              | -                              | -                              | 2       | 1       | 5     | 2     |
| 2020-2021             | KRC Genk              | Jupiler Pro League       | 5           | 0           | -                     | -                     | -                              | -                              | -                              | 1       | 0       | 6     | 0     |
| Sous-total            | Sous-total            | Sous-total               | 8           | 1           | 0                     | 0                     | -                              | 0                              | 0                              | 3       | 1       | 11    | 2     |
| 2020-2021             | FC Nuremberg          | 2. Bundesliga            | 14          | 1           | -                     | -                     | -                              | -                              | -                              | -       | -       | 14    | 1     |
| 2021-2022             | FC Nuremberg          | 2. Bundesliga            | 33          | 2           | 2                     | 0                     | -                              | -                              | -                              | 9       | 0       | 44    | 2     |
| 2022-2023             | FC Nuremberg          | 2. Bundesliga            | 30          | 1           | 4                     | 0                     | -                              | -                              | -                              | 3       | 0       | 37    | 1     |
| 2023-2024             | FC Nuremberg          | 2. Bundesliga            | 8           | 0           | 1                     | 0                     | -                              | -                              | -                              | -       | -       | 9     | 0     |
| Sous-total            | Sous-total            | Sous-total               | 85          | 4           | 7                     | 0                     | -                              | 0                              | 0                              | 12      | 0       | 104   | 4     |
| Total sur la carrière | Total sur la carrière | Total sur la carrière    | 228         | 14          | 19                    | 1                     | -                              | 1                              | 0                              | 36      | 2       | 284   | 17    |